# Claudia Demarmels
Claudia Demarmels (* 5. Juli 1954 in Salouf, Graubünden, Schweiz) ist eine Schweizer Schauspielerin.

## Leben
Nach ihrem ersten Engagement am Badischen Staatstheater Karlsruhe spielte Demarmels in zahlreichen deutschen Fernsehfilmen und Serien, unter anderem in der Serie Wildbach. Grössere Bekanntheit erlangte sie als ‚Ines Röggeli‘ in dem deutschen Spielfilm Theo gegen den Rest der Welt (1980; mit Marius Müller-Westernhagen).

## Filmografie (Auswahl)

### Filme
- 1979: Kotte (Fernsehfilm)
- 1979: Geteilte Freude (Fernsehfilm)
- 1980: Theo gegen den Rest der Welt
- 1981: Auf Schusters Rappen (Fernsehfilm)
- 1981: Elisabeths Kind (Fernsehfilm)
- 1984: Tapetenwechsel
- 1988: Singles
- 1988: Der Knick – Die Geschichte einer Wunderheilung (Fernsehfilm)
- 1992: Der demokratische Terrorist (Den demokratiske terroristen)
- 1993: Jeans und rote Rosen (Fernsehfilm)
- 1994: Unschuldsengel (Fernsehfilm)

### Fernsehserien
- 1979: Derrick (1 Folge)
- 1979: Freundinnen (1 Folge)
- 1979: Tatort: 30 Liter Super
- 1979: Tatort: Ende der Vorstellung
- 1980: Tatort: Der Zeuge
- 1981–1982: St. Pauli Landungsbrücken (2 Folgen)
- 1982: Beim Bund (1 Folge)
- 1982: Toutes griffes dehors
- 1983: Der Androjäger (1 Folge)
- 1983: Uta
- 1984: Rummelplatzgeschichten
- 1984: Opération O.P.E.N. (1 Folge)
- 1985–1986: Ein Mann macht klar Schiff (9 Folgen)
- 1986: Detektivbüro Roth (1 Folge)
- 1986: S.Y. Arche Noah (1 Folge)
- 1988: Eurocops (1 Folge)
- 1988: Tatort: Schuldlos schuldig
- 1989: Barney Barnato
- 1990: SOKO München (1 Folge)
- 1990: Der Alte – Der Nachfolger (1 Folge)
- 1990: Der Alte – Mörderisches Inserat (1 Folge)
- 1991: Zwei Schlitzohren in Antalya (1 Folge)
- 1991: Auf der Suche nach Salome (1 Folge)
- 1992: Unsere Hagenbecks (1 Folge)
- 1992: Der Patenonkel (4 Folgen)
- 1990: Der Alte – Es war alles ganz anders (1 Folge)
- 1993: Großstadtrevier (1 Folge)
- 1993: Achtung: Streng geheim! (Mission Top Secret, 1 Folge)
- 1993: Der Alte – Kurzer Prozess (1 Folge)
- 1993–1994: Wildbach (14 Folgen)
- 1994: Florida Lady (11 Folgen)
- 1995: Ein Fall für zwei (1 Folge)
- 1997: Alphateam – Die Lebensretter im OP (1 Folge)
- 1998: Zwei Brüder (1 Folge)